# Зодиак

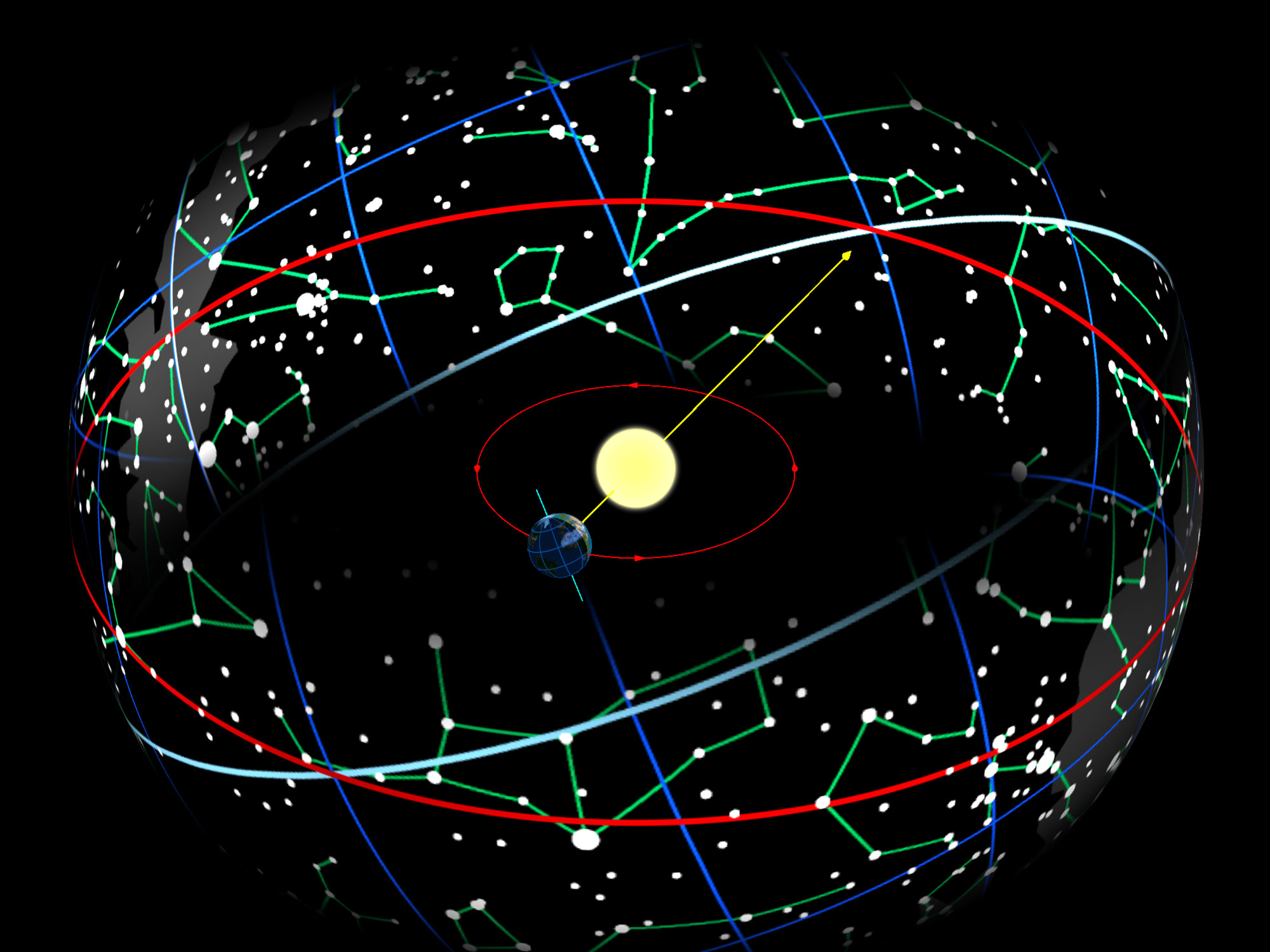
Видимое годовое движение Солнца по небесной сфере (эклиптика, показана красным), небесный экватор (показан бело-голубым) и зодиакальная зона. Пересечения эклиптики и небесного экватора — точки равноденствий

Зодиа́к (зодиакальный круг, от греч. ζῷον — «живое существо»). Первоначально слово зодиак происходит от латинского слова zōdiacus, которое, в свою очередь, от греческого ζῳδιακὸς κύκλος (zōdiakos kyklos), что означает «круг из животных», в основе которой лежит ζῴδιον (zōdion), уменьшительная форма ζῷον (zōon) «животное». Это мотивировалось тем, что большинство созвездий зодиака представляют живых существ, а также, вероятно, являлось калькой с шумеро-аккадского термина «лумашу».
- В астрономии — пояс на небесной сфере вдоль эклиптики, по которому проходят видимые пути Солнца, Луны и планет. При этом Солнце движется практически строго по эклиптике, а остальные светила в своём движении по зодиаку периодически смещаются севернее или южнее эклиптики в зависимости от текущего положения узлов своих орбит до максимального расстояния, равного их наклонению. К числу зодиакальных созвездий относятся Овен, Телец, Близнецы, Рак, Лев, Дева, Весы, Скорпион, Стрелец, Козерог, Водолей, Рыбы, а также Змееносец, который, впрочем, не всегда причисляется к числу зодиакальных, но через который также проходит эклиптика. Эклиптическое наклонение орбит Луны и видимых планет не превышает нескольких градусов, традиционно ширина зодиакального пояса считается условно равной 9° в обе стороны от эклиптики. В астрономическом зодиаке движение — по часовой стрелке.
- В астрологии — последовательность участков, на которые делится этот пояс. Наиболее известен зодиак, состоящий из двенадцати знаков зодиака по 30°, сложившийся в середине I тысячелетия до н. э. на Ближнем Востоке. Названия знаков связаны с зодиакальными созвездиями, которые в ту эпоху им соответствовали. В тропическом зодиаке в последующие века по причине прецессии звёзды и созвездия дрейфовали по привязанной к эклиптике сетке знаков, так что в настоящее время большинство астрономических зодиакальных созвездий проецируется на последующий знак зодиака, а в сидерическом зодиаке созвездия остались в своих знаках. В астрологическом зодиаке движение — против часовой стрелки.

## Точки зодиака

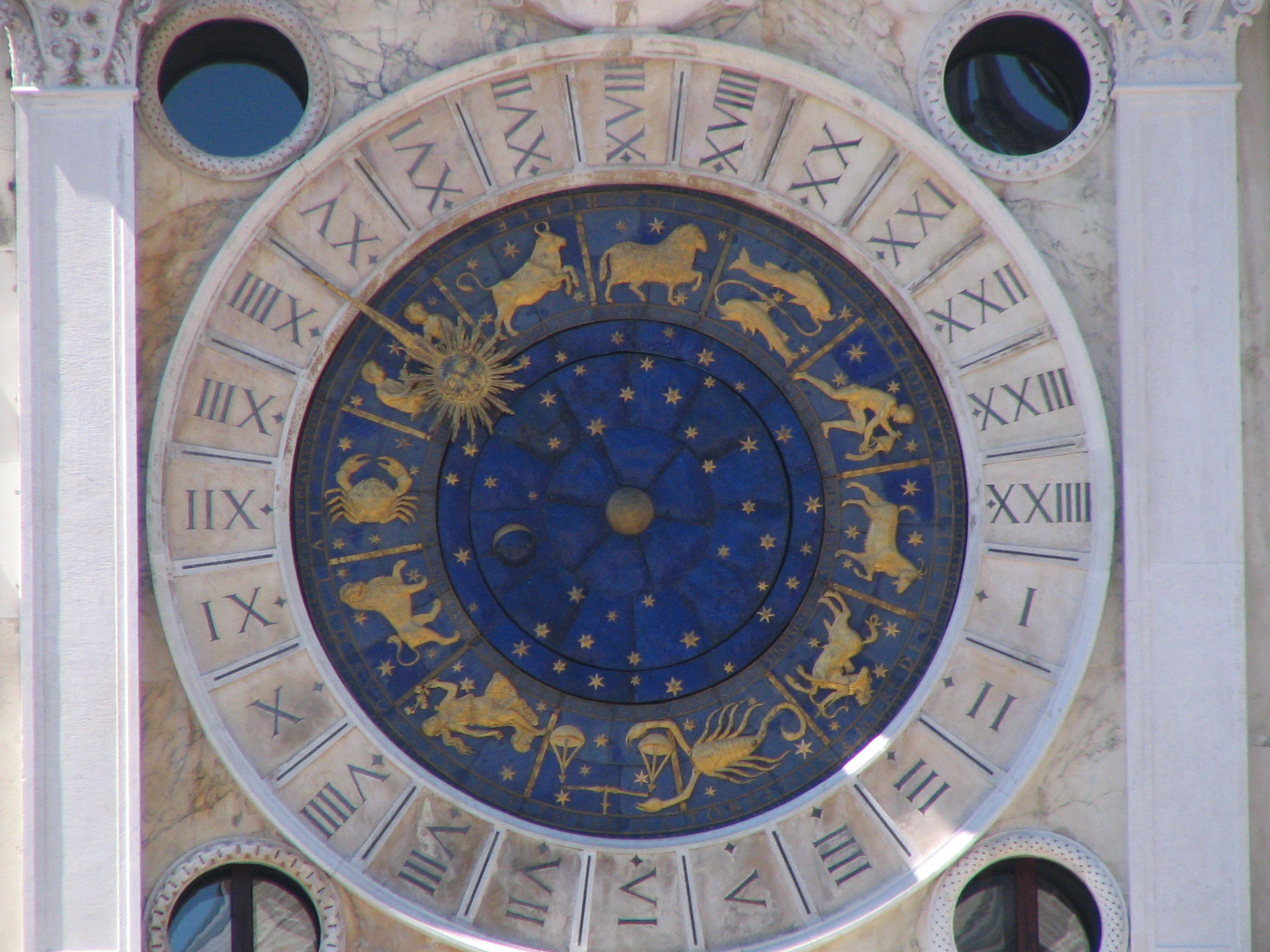
Астрономический зодиак (движение по часовой стрелке) большого циферблата Часовой башни на пл. Святого Марка в Венеции.

Начальной точкой зодиакального круга принято считать точку весеннего равноденствия — восходящий узел эклиптики, то есть точку, в которой эклиптика пересекает небесный экватор в северном направлении. В астрологии эта точка является также началом зодиакального знака Овен, астрологический символ Овна (♈︎) используется для обозначения точки весеннего равноденствия и в астрономии. В настоящую эпоху эта точка эклиптики расположена в астрономическом зодиакальном созвездии Рыбы.
Точка весеннего равноденствия вместе с ещё тремя точками образует четыре угловые (или кардинальные) точки зодиака. К ним относятся точка летнего солнцестояния, точка осеннего равноденствия и точка зимнего солнцестояния. В астрономии они так же соответственно обозначаются символами астрологических знаков Рака (♋︎), Весов (♎︎) и Козерога (♑︎), начала которых совпадают с этими точками. Соответствующие астрономически события — равноденствия и солнцестояния — происходят в те моменты, когда Солнце в своём движении проходит угловые точки.
Ещё один символ знака зодиака, получивший распространение в астрономии, — это обозначение восходящего и нисходящего узлов орбит небесных тел, для которых используется либо символ знака Льва (♌︎), соответственно, в прямом и перевёрнутом виде, либо (чаще) производные от него символы ☊ и ☋, в астрологии также обозначающие планетные узлы (обычно — лунные, называемые соответственно Раху и Кету).
С зодиаком связана зодиакальная система небесных координат, разновидность эклиптической системы, в которой положение небесного тела привязано к знакам зодиака.

## Тропический и сидерический зодиак
Поскольку небесные координаты привязаны к точке весеннего равноденствия, оказывается, что по причине прецессии земной оси «неподвижные звёзды» равномерно смещаются в направлении зодиакального движения небесных светил, проходя 1° за 71,6 года. Соответственно дрейфуют и созвездия, так что с течением прошедших со времени создания зодиака веков понятия «зодиакальное созвездие» и «знак зодиака» всё больше расходились. Сейчас понятие «созвездие» считается астрономическим, то есть обозначает участок небесной сферы и находящиеся в нём звёзды, а «знак зодиака» — астрологическим, означающим определённую дугу эклиптики (и/или сектор небесной сферы, проецирующийся на неё), таким образом, в настоящее время большинство астрономических зодиакальных созвездий проецируется на последующий знак зодиака. Например, созвездие Овна полностью оказывается в зодиакальном секторе знака Тельца.
Зодиак, начало которого отсчитывается от точки весеннего равноденствия, называется тропическим (то есть связанным с солнцестояниями — от др.-греч. τροπικός (κύκλος) — поворотный круг), а зодиак, в котором координаты знаков примерно соответствуют своим зодиакальным созвездиям-прообразам, — сидерическим (то есть «звёздным» — от лат. sidus — созвездие, звезда, небосвод). Сидерический зодиак иногда применяется в астрологии, в частности, он общепринят в ведической астрологической школе. Стандартный сидерический зодиак, используемый в Индии, отличается от тропического в настоящее время примерно на 24°, что говорит об их расхождении 17—18 столетий назад, то есть в III веке, что примерно соответствует времени распространения эллинистической астрологии в Индии и становления на её базе собственной школы.
Названия знаков зодиака связаны с зодиакальными созвездиями, которые в эпоху создания зодиака им соответствовали. Названия зодиакальных созвездий, как и большинства используемых до настоящего времени созвездий, происходят из древнегреческой мифологии и широко распространились в эпоху эллинизма. Тем фактом, что большинство зодиакальных созвездий изображают живые существа, объясняется и сам термин «зодиак» — то есть «зверинец».

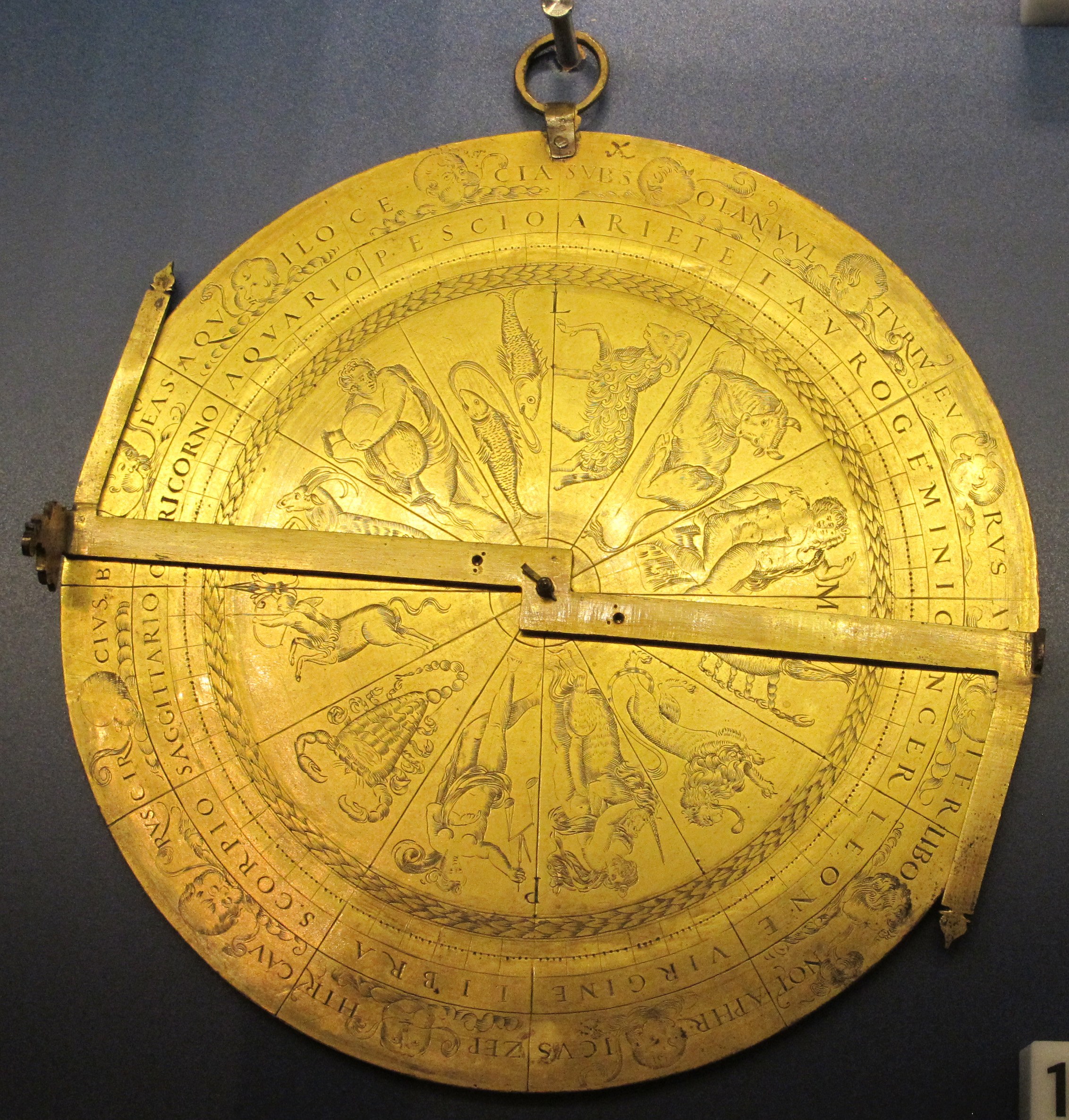
Знак Водолея — вверху и слева от Рыб, напротив Льва. Астрологический зодиак (движение против часовой стрелки) на диске XVII века из флорентийского музея Галилея.

Неоднозначность соответствия знаков зодиака и зодиакальных созвездий проявляется, по крайней мере, в двух интересных побочных эффектах.

### Эра Водолея
В силу того что прецессия медленно, но непрерывно смещает точку весеннего равноденствия, то есть начало тропического зодиака, в рамках движения Нью-эйдж возникла идея рассмотреть движение точки ♈︎  по сидерическому зодиаку. Таким образом период, в течение которого точка весеннего равноденствия находится в определённом зодиакальном созвездии, получил название астрологическая эра.
Предварение равноденствий вызывает смещение точки весеннего равноденствия по эклиптике против движения Солнца со скоростью 50,3708" в год, 0,01397° за год или 1° за 71,6 года – таким образом полный круг прецессии совершается за 25 776 лет, а 1/12 этого цикла равна 2148 годам. Соответственно, если считать, что 0°♈︎ двух зодиаков разошлись в конце I тысячелетия до н.э., получается, что два тысячелетия точка весеннего равноденствия перемещалась по сидерическому знаку Рыб и в начале III тысячелетия должна вступить в сидерический Водолей. Указать точные годы смены астрологических эр невозможно, поскольку современные границы созвездий лишь условно определены решением МАС и не наделены астрологическим смыслом, а сидерический зодиак также не имеет строгой привязки к каким-либо небесным координатам.
Принимая во внимание, что последние два тысячелетия были эпохой развития христианства, а одним из символов Христа была рыба, заканчивающаяся эпоха в современном оккультизме трактуется как «Эра Рыб», а наступающая — как «Эра Водолея».

### Змееносец как знак зодиака
В эпоху создания зодиака границы зодиакальных созвездий не определялись с математической точностью, участки неба идентифицировались по характерным мнемоническим астеризмам. В 1-й половине XX века небо было чётко разделено на участки-созвездия, причём оказалось, что из-за тесной близости созвездий Змееносца и Скорпиона эклиптика проходит не только через 12 зодиакальных созвездий, но и — между Скорпионом и Стрельцом — через Змееносца, при этом Солнце находится в Змееносце даже дольше, чем в Скорпионе.

## История зодиака

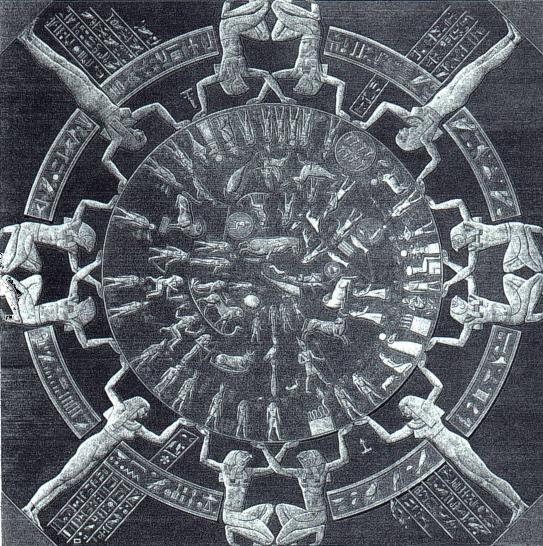
Дендерский зодиак с 12-ю знаками и 36-ю деканами

Выделение зодиака как пояса небесной сферы, по которому проходит видимый путь первоначально Луны, а затем Солнца и планет, произошло в Вавилоне. Первое упоминание о выделении зодиакального пояса в письменных источниках Вавилона содержится в серии клинописных табличек «Мул Апин» (MUL.APIN — созвездие Плуга), датируемых началом VII века до н. э.: в этих текстах перечисляются 18 созвездий на «пути Луны» и указывается, что Солнце и пять планет перемещаются по этому же пути, а также выделяется группа приэкваториальных (и, соответственно, близких к эклиптике) звёзд. В VII—VI веках до н. э. число делений зодиакальной зоны было удвоено, то есть зодиак разделён на 36 участков по 10°.
Деление зодиака на 12 частей произошло, вероятно, в начале V века до н. э., когда 10°-е участки были сгруппированы по три — в этот период появляются упоминания зодиакальных гороскопов; в вавилонских астрономических «дневниках» 12 зодиакальных созвездий упоминаются с конца V — начала IV веков до н. э. Деление зодиака на 18—36—12 участков было обусловлено тем, что в Вавилоне была принята шестидесятеричная система счисления и круг делился на 360 угловых долей, что примерно соответствует количеству дней в году.
Зодиакальная вавилонская система служила также и системой небесных координат: эклиптические долготы светил отсчитывались в пределах зодиакального участка от его западной границы к востоку.
Декадная система с 10°-ми участками была воспринята египетской астрономией, причём каждому участку-декаде были поставлены в соответствие деканальные божества (в греческом именовании — «деканы»). В эллинистическом Египте пользовались комбинированной системой — примером может служить так называемый Дендерский зодиак — барельеф, располагавшийся на потолке одного из помещений храма Хатхор в Дендере, где каждый из двенадцати зодиакальных участков разбит на три декана.
Греческая астрономия восприняла зодиакальную систему вавилонян в варианте с разделением на 12 созвездий. Само название «зодиак» происходит от греч. ζῷον — «живое существо». Первое упоминание зодиака в греческих источниках связано с Евдоксом Книдским — основоположником древнегреческой теоретической астрономии, жившим в середине IV в. до н. э.
В римское время вследствие контактов с Индией эллинистические астрономические и астрологические сочинения проникают в Индию; так, во II веке н. э. в Западных Кшатрапах в правление Рудракармана I на санскрит Спхуджидхваджей переводится компиляция эллинистических источников — Яванаджатака, затем появляются перевод астрологических работ Павла Александрийского — Паулиса Сиддханта и Ромака Сиддханта (римский канон), в результате в Индии была заимствована эллинистическая зодиакальная система.
В традиционной китайской астрономии зодиакальный пояс делят на четыре части, каждая из которых, в свою очередь, разделена на семь небольших созвездий — «стоянок луны». Таким образом, за день Луна проходит одну стоянку.

## Изображения зодиакальных созвездий

Знаки зодиака в «Атласе звёздного неба» Яна Гевелия (1690)
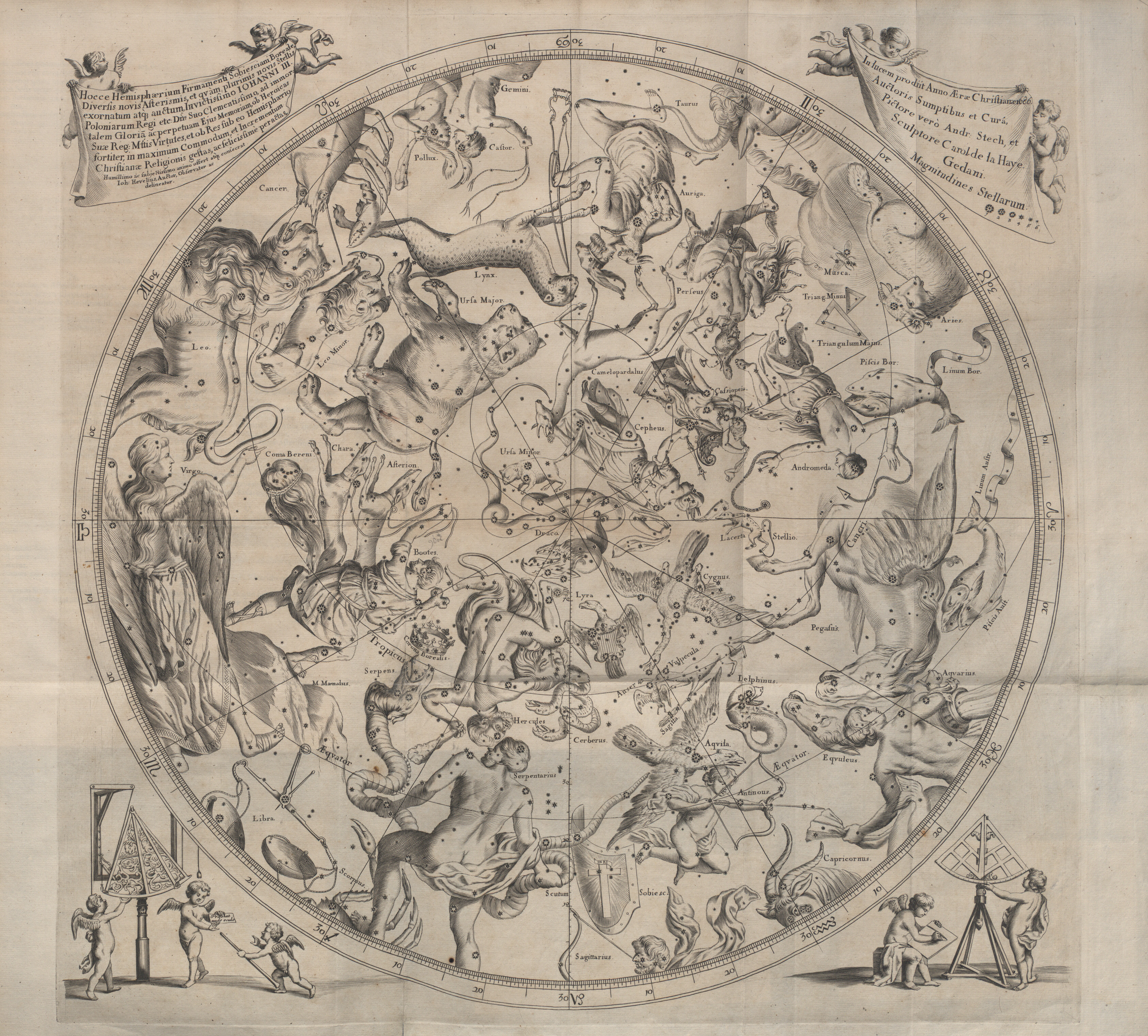
Пояс небесной сферы для северного полушария
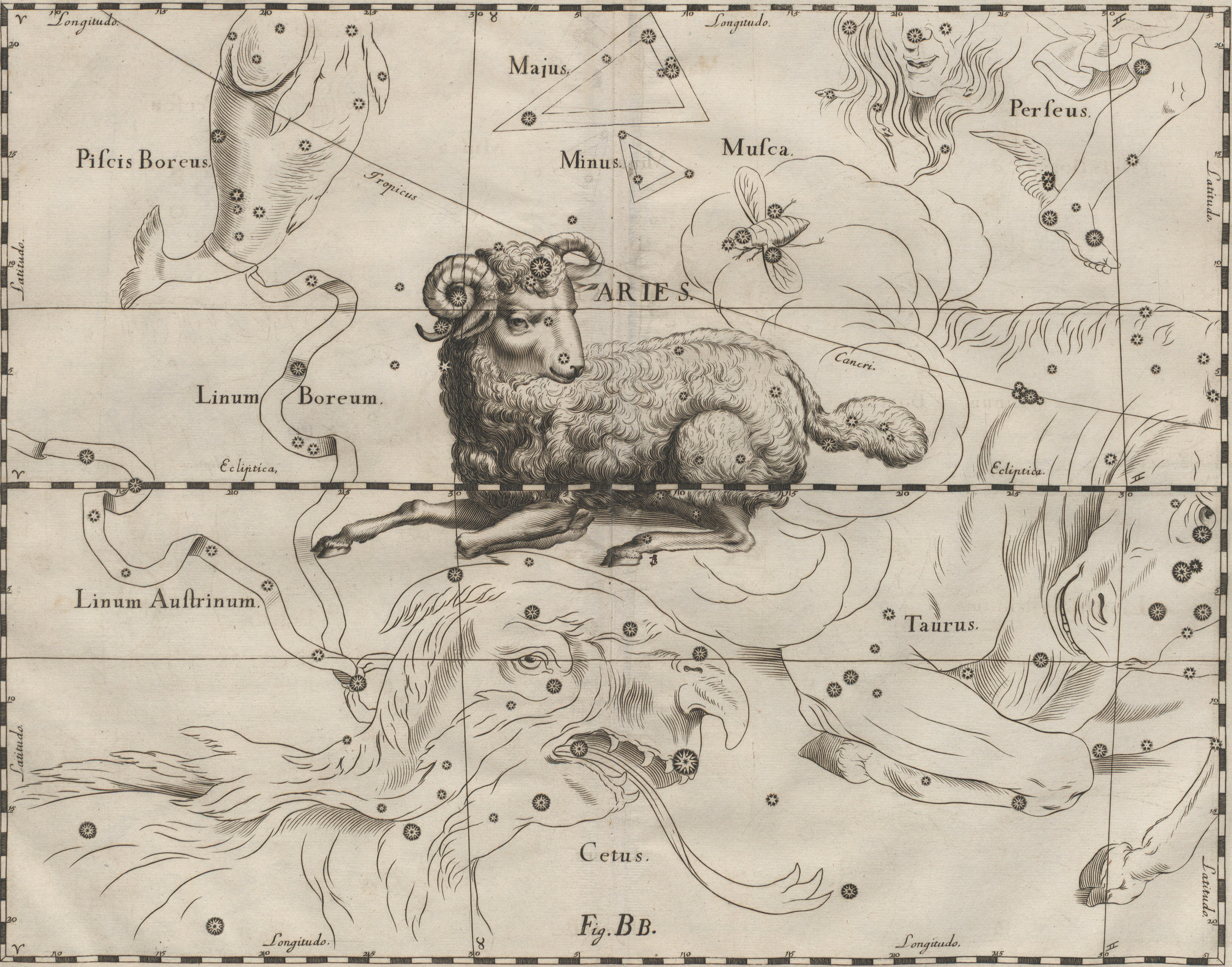
Овен (♈︎)
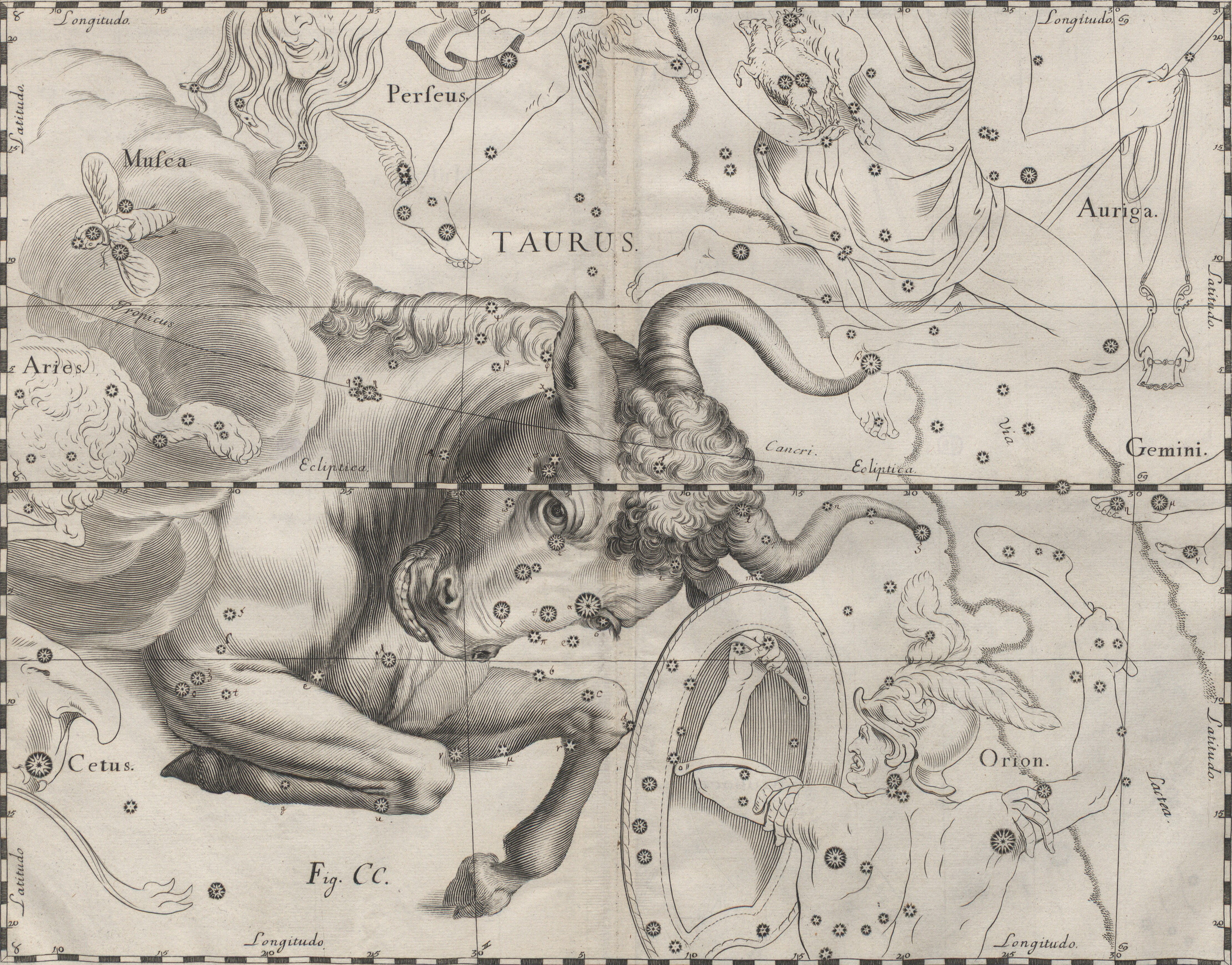
Телец (♉︎)
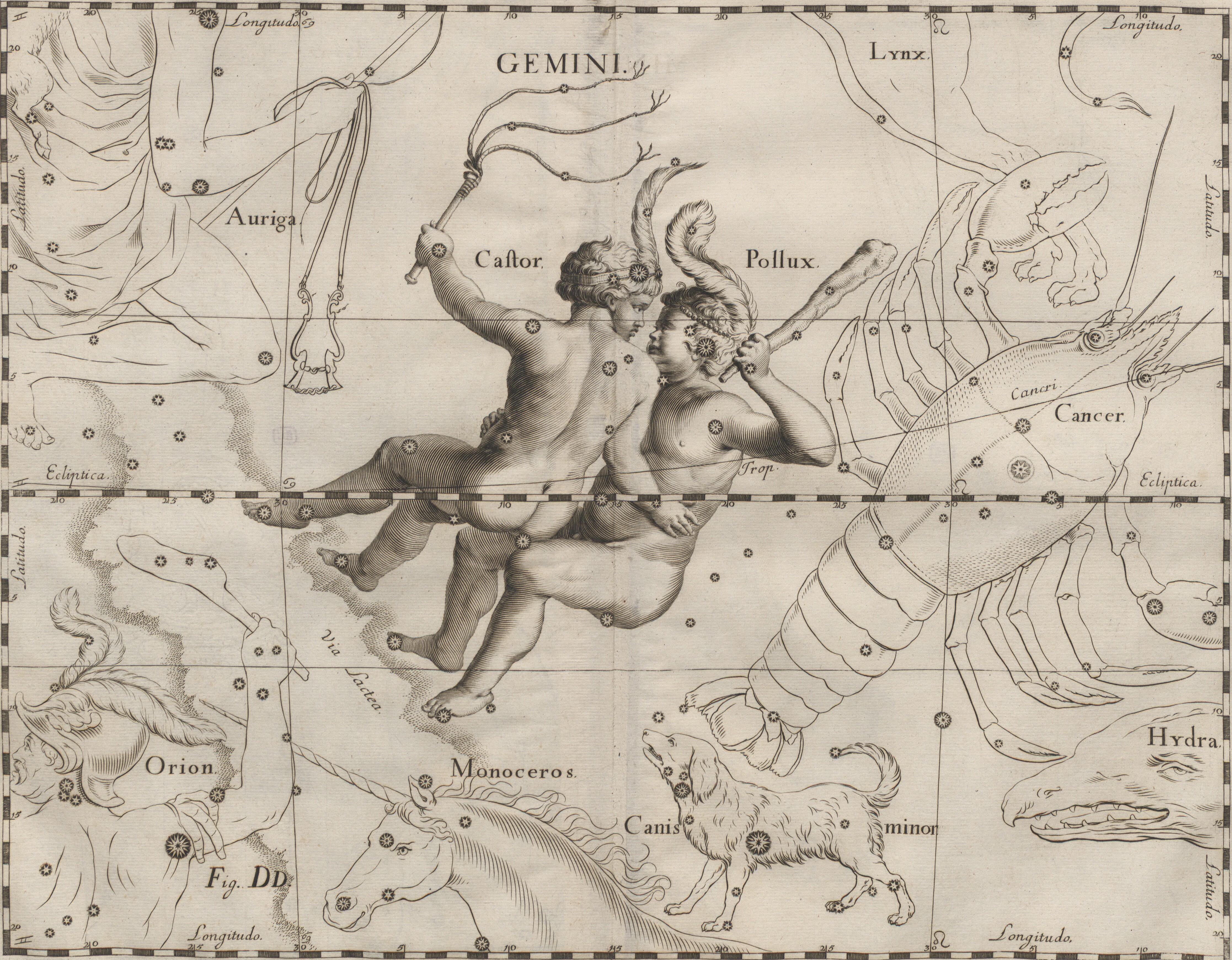
Близнецы (♊︎)
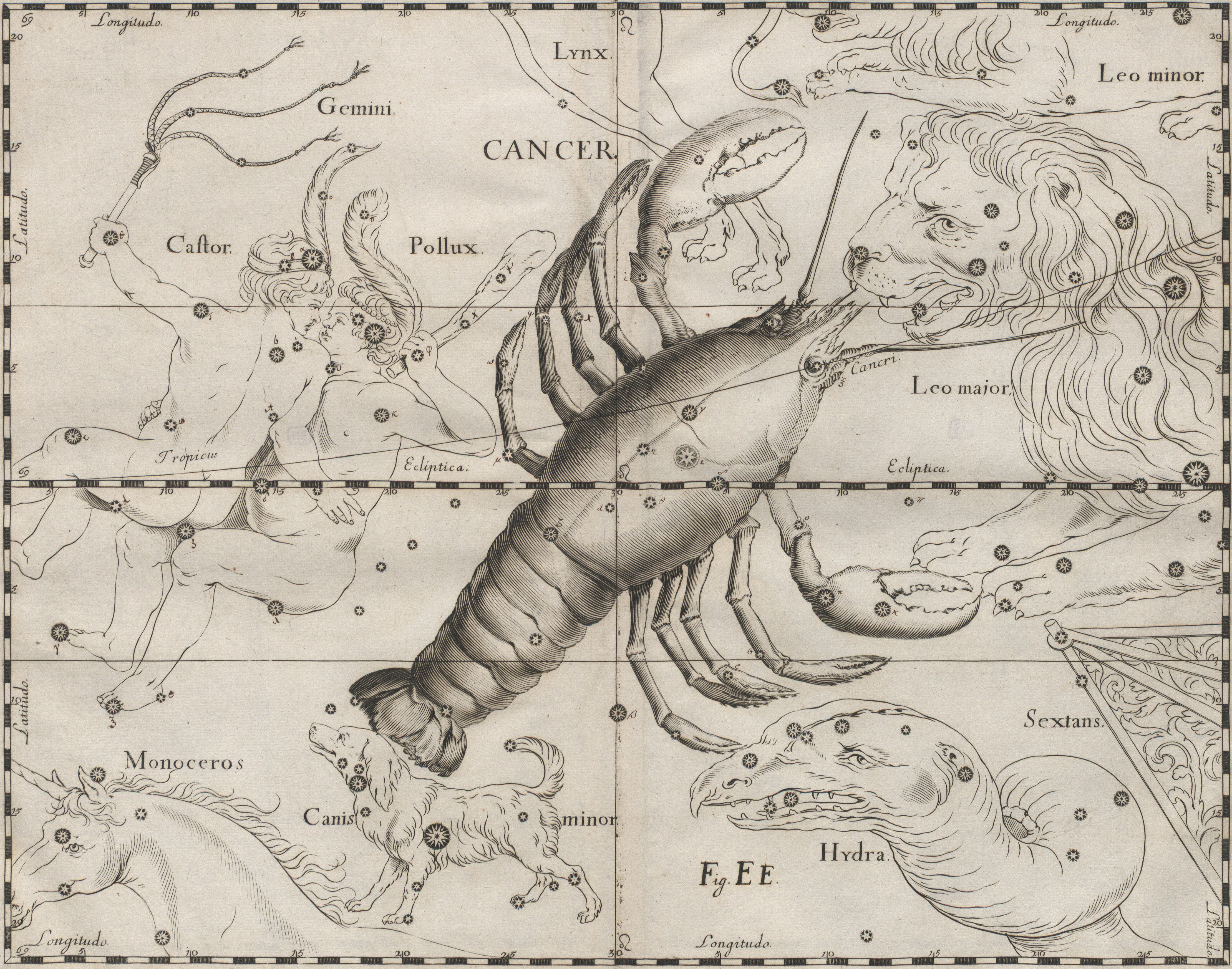
Рак (♋︎)
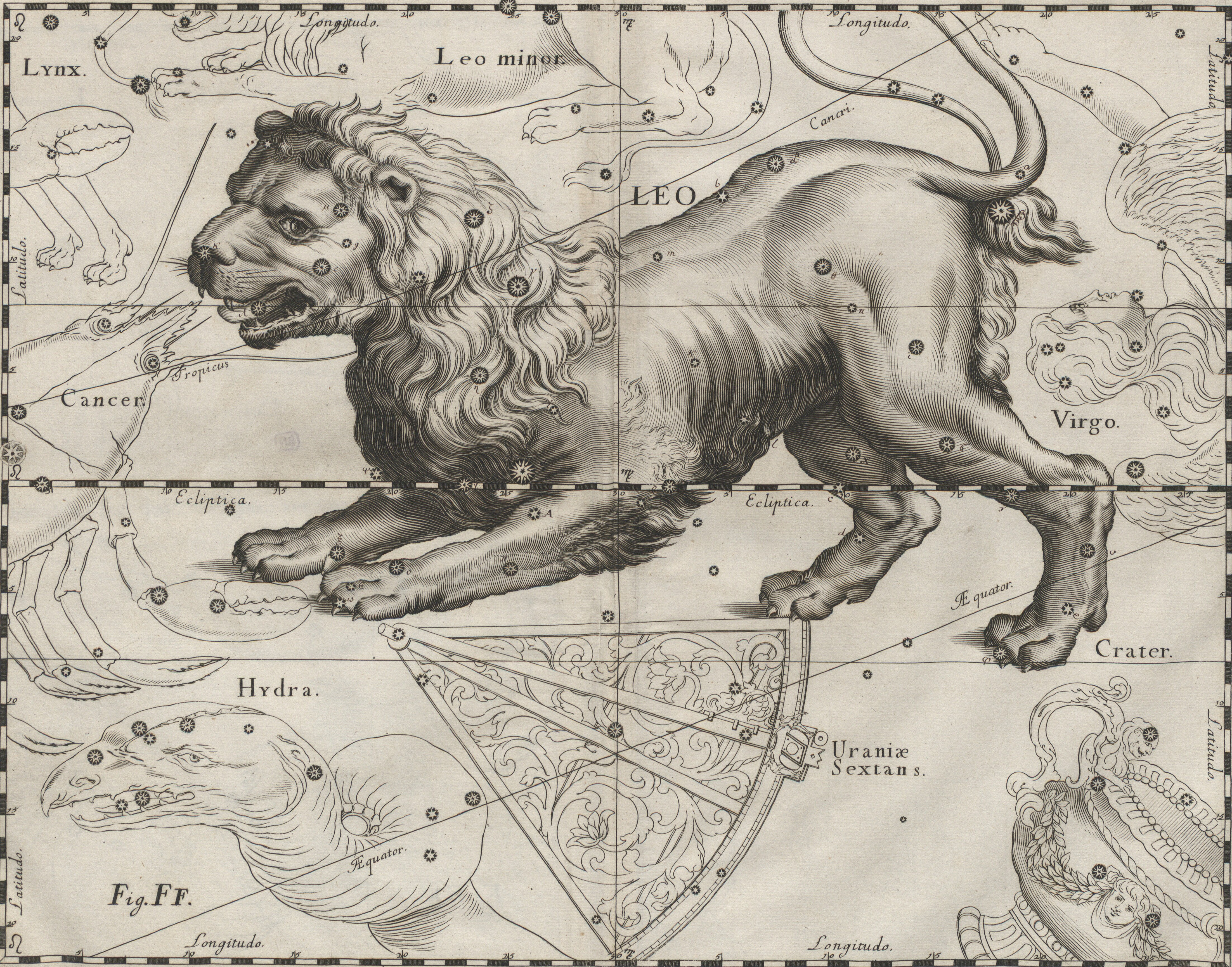
Лев (♌︎)
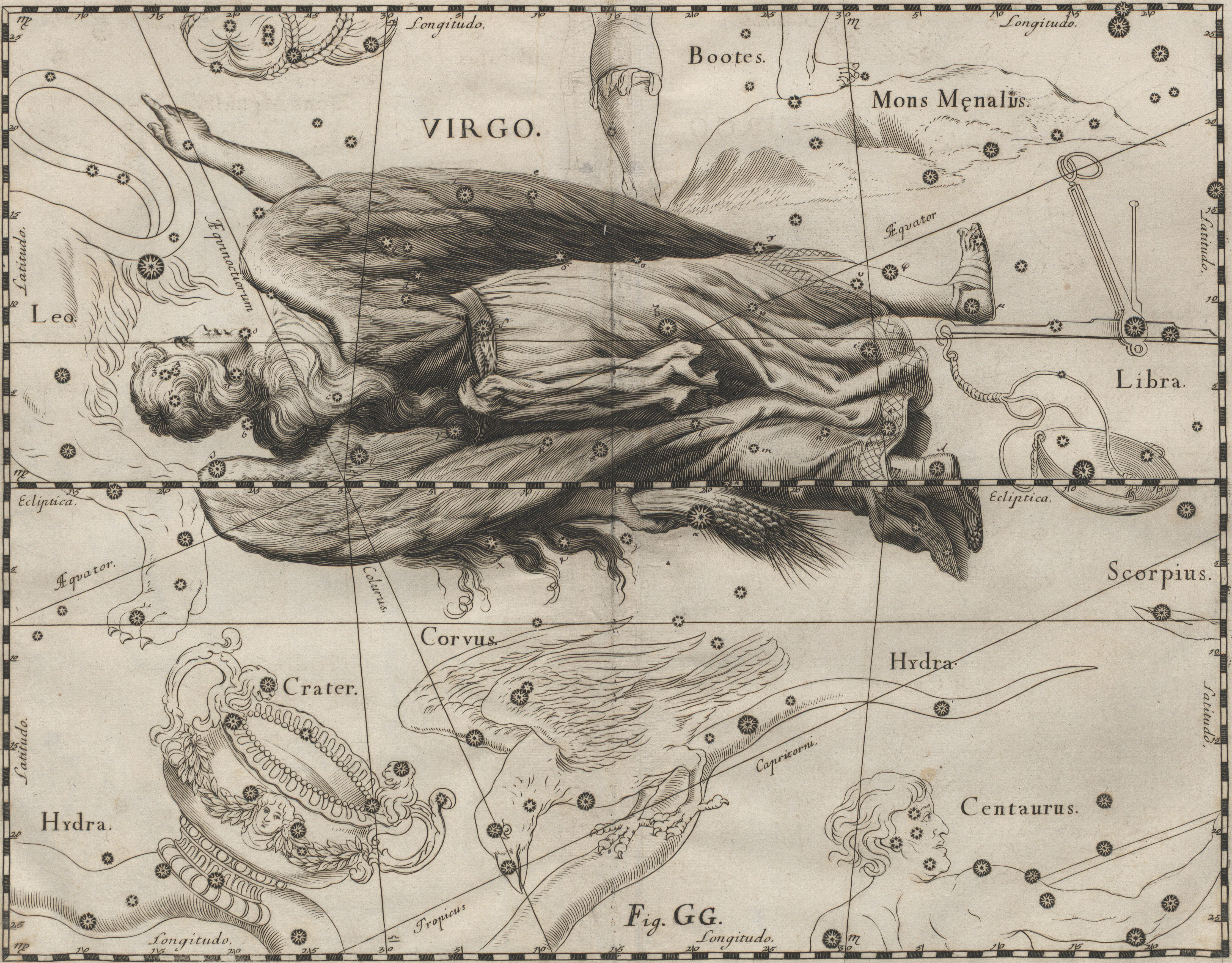
Дева (♍︎)
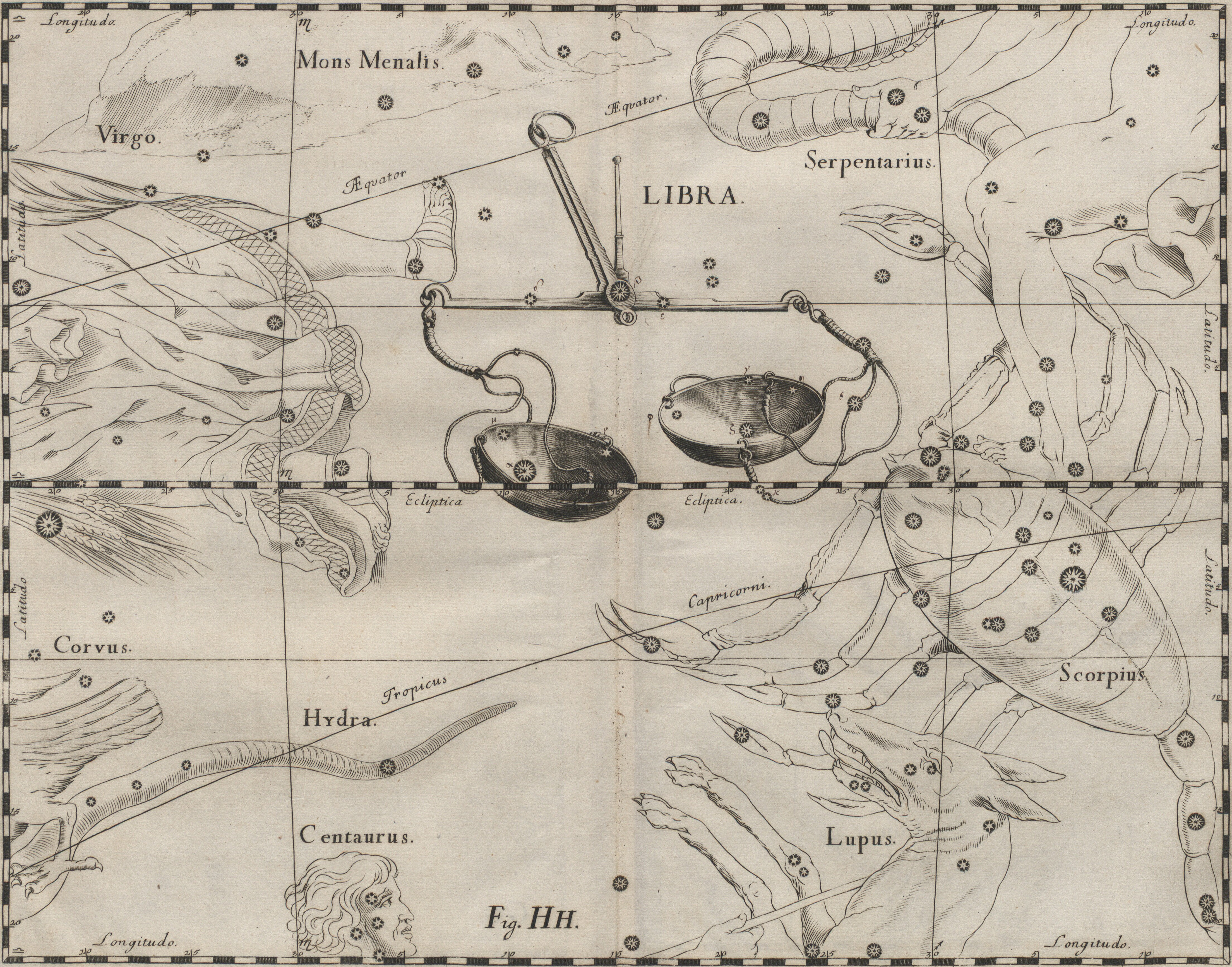
Весы (♎︎)
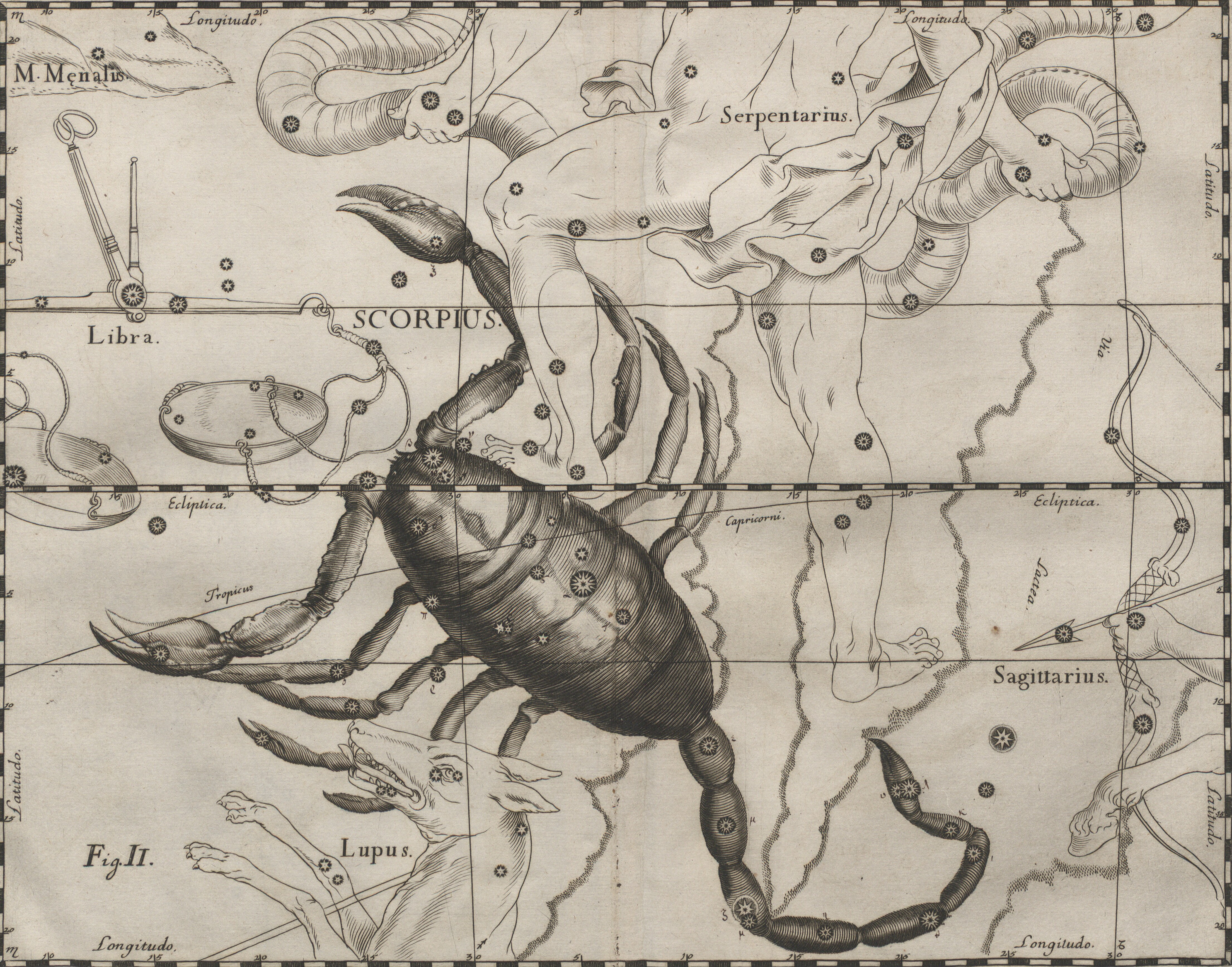
Скорпион (♏︎)
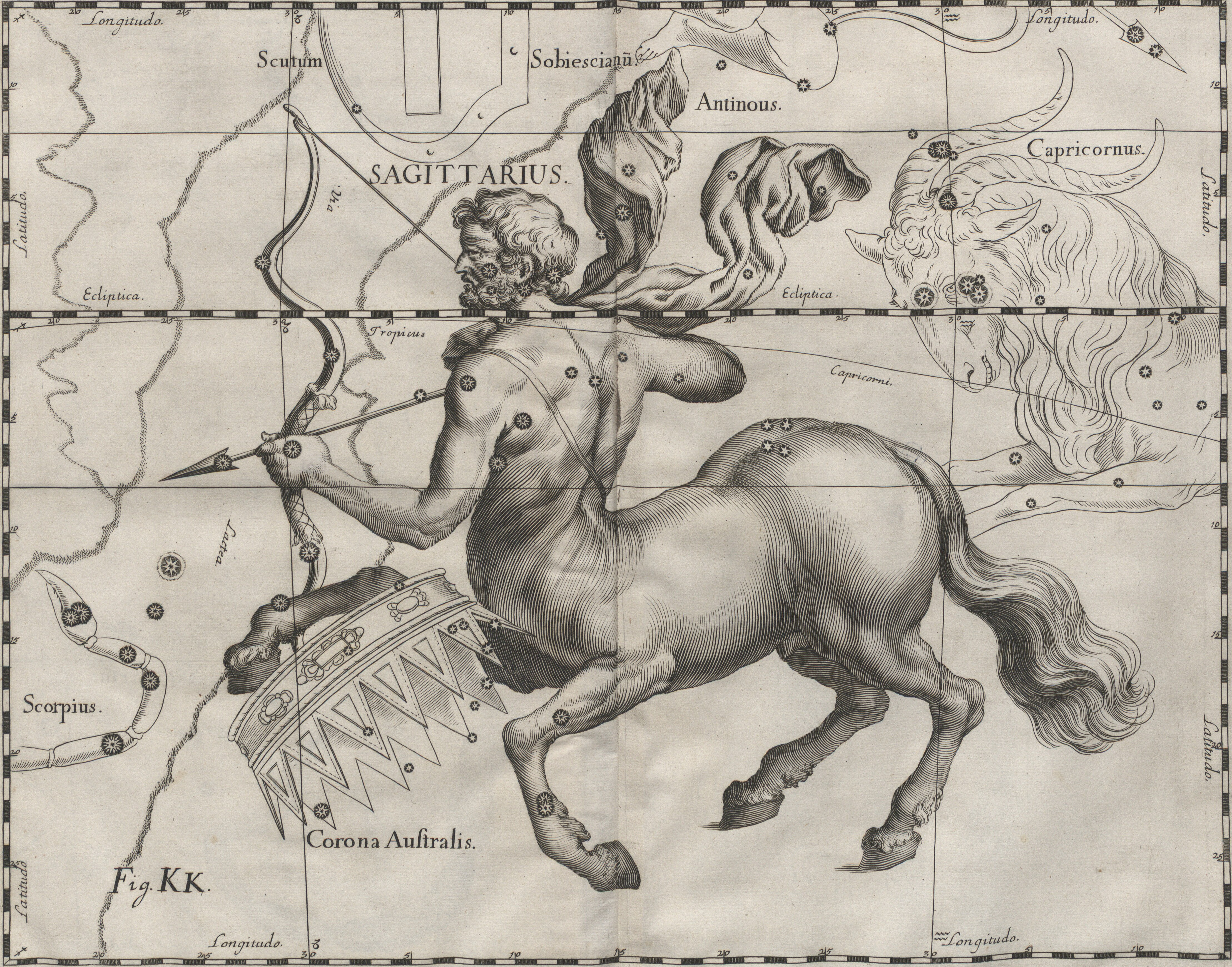
Стрелец (♐︎)
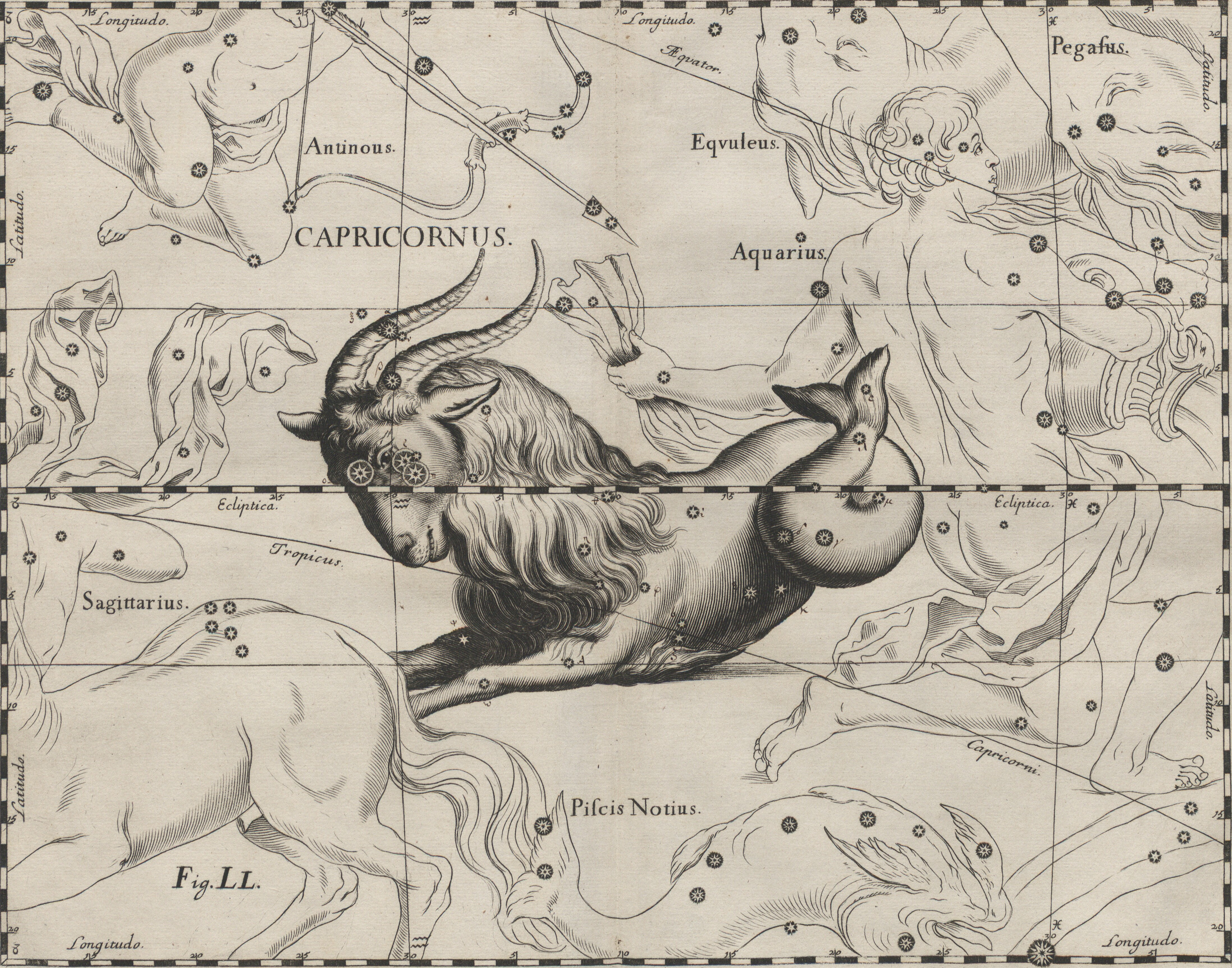
Козерог (♑︎)
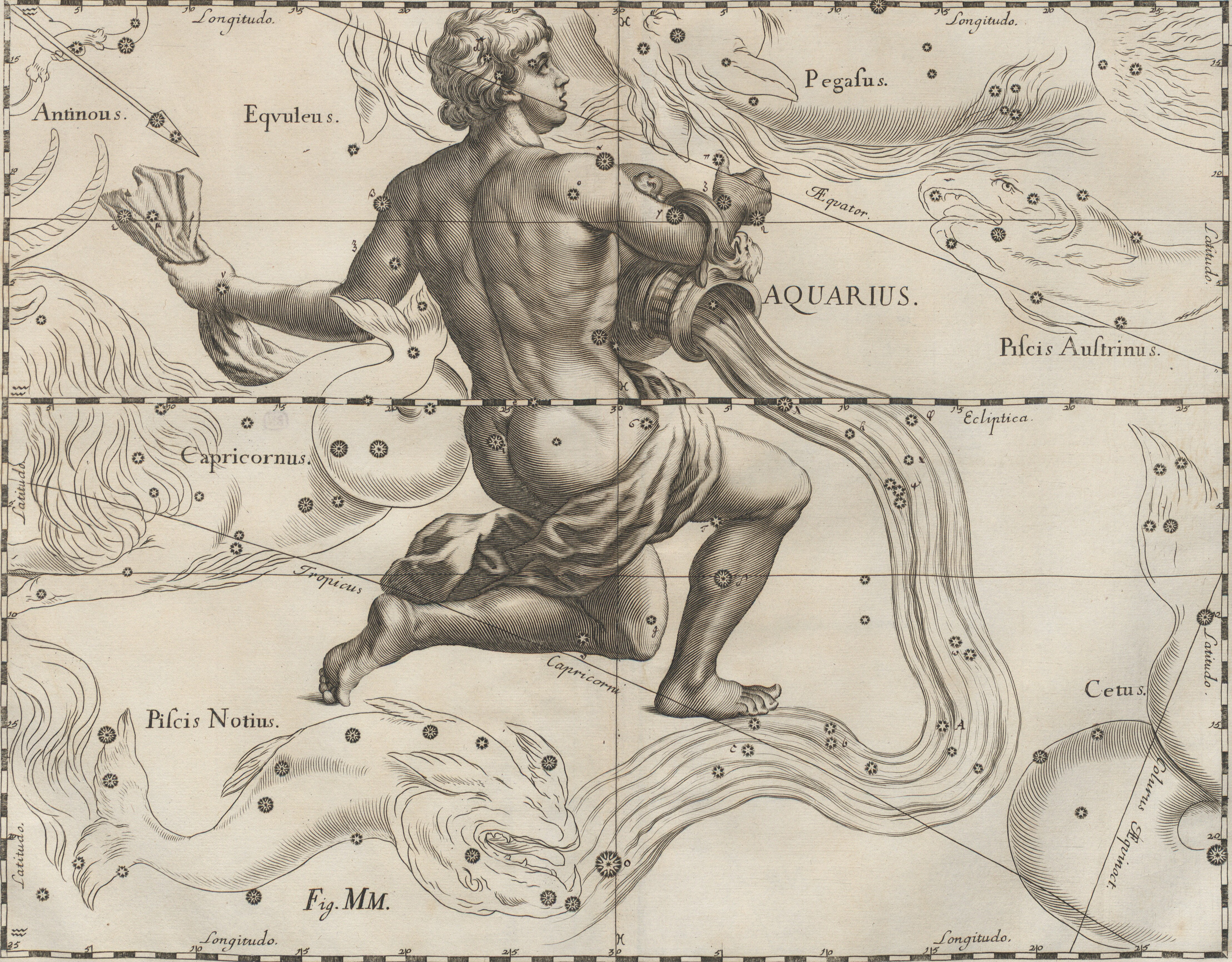
Водолей (♒︎)
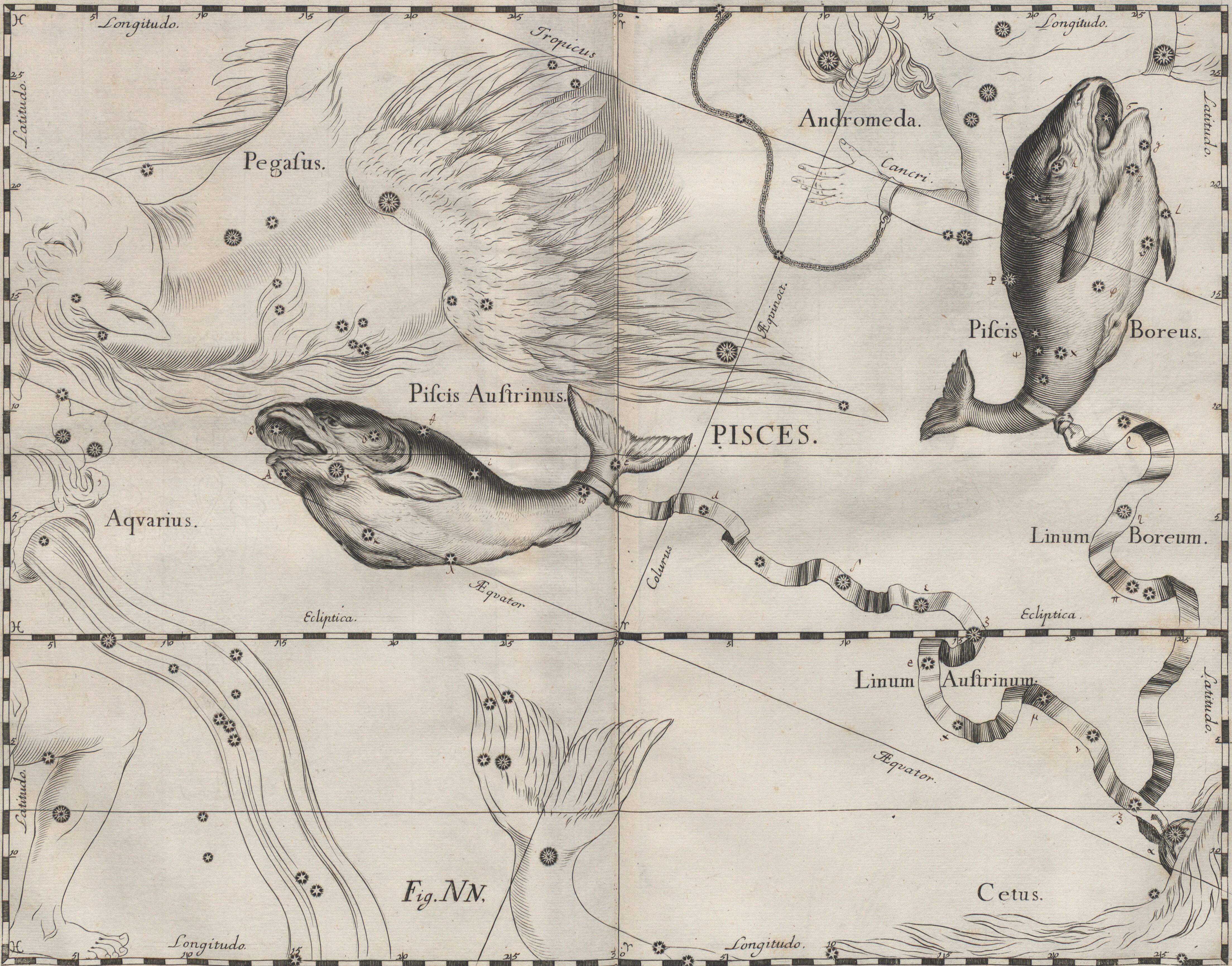
Рыбы (♓︎)